# Multiformni glioblastom
Múltifórmni glioblastóm (latinsko glioblastoma multiforme, GBM), po klasifikaciji SZO »glioblastom«, je najpogostejši in najagresivnejši primarni možganski tumor pri človeku. Izvira iz nevroglijskih celic in predstavlja 52 % vseh tumorjev možganskega tkiva in 20 % vseh intrakranialnih tumorjev. GBM je redek in ima v Evropi in Severni Ameriki incidenco 2 do 3 primere na 100.000 ljudi na leto. Pojavlja se v dveh oblikah, kot glioblastom celic velikank in kot gliosarkom.
Pogoste manifestacije bolezni so epileptični napadi, slabost in bruhanje, glavobol in hemipareza, še posebno značilna pa je napredujoča izguba spomina, osebnosti in nevroloških funkcij, kar je posledica prizadetosti senčnega in čelnega režnja. Nastali simptomi in znaki so bolj odvisni od lege tumorja kot od njegovih patohistoloških značilnosti. Lahko se pojavijo hitro, včasih pa se pojavijo šele, ko je tumor že zelo velik.
Zdravljenje multiformnega glioblastoma obsega kemoterapijo, obsevanje in operacijsko zdravljenje. Mediano preživetje s standardnim obsevanjem in kemoterapijo s temozolomidom je 15 mesecev. Mediano preživetje brez zdravljenja je 4,5 meseca. Koristi operacijskega zdravljenja so nejasne, saj randomizirane kontrolirane raziskave še niso bile opravljene.